# Samsung Galaxy Tab S 10.5
La Samsung Galaxy Tab S 10.5 es una tableta basada en Android de 10,5 pulgadas producida y comercializada por Samsung Electronics. Pertenece a la línea "S" de gama ultra alta del cruce entre la serie Samsung Galaxy Tab y Samsung Galaxy S, la cual también incluye un modelo de 8,4 pulgadas, la Samsung Galaxy Tab S 8.4. Se anunció el 12 de junio de 2014 y se lanzó en julio de 2014. Esta es la primera tableta de 10,5 pulgadas de Samsung, la cual pretende ser un competidor directo del iPad Air.

## Historia
La Galaxy Tab S 10.5 se anunció el 12 de junio de 2014. Se mostró junto con laGalaxy Tab S 8.4 en la Samsung Galaxy Premiere 2014 en Nueva York.

## Características
La Galaxy Tab S 10.5 viene con Android 4.4.2 Kitkat, con la capa de personalización TouchWiz Nature UX 3.0. Además del conjunto estándar de Google Apps, tiene aplicaciones de Samsung como ChatON, S Suggest, S Voice, S Translator, S Planner, WatchON, Smart Stay, Multi-Window, Group Play, All Share Play, Samsung Magazine, Professional pack, modo multiusuario, SideSync 3.0 y administrador Gear/Gear Fit.
La Galaxy Tab S 10.5 está disponible en las variantes solo WiFi y 4G/LTE y WiFi. El almacenamiento varía de 16 GB a 32 GB según el modelo, con una ranura para tarjeta microSDXC para expansión hasta 128 GB. Tiene una pantalla WQXGA Super AMOLED de 10,5 pulgadas con una resolución de 2560x1600 píxeles y una densidad de píxeles de 287 ppi. También cuenta con una cámara frontal de 2.1 MP sin flash y una cámara trasera AF de 8.0 MP con flash LED. Tiene la capacidad de grabar videos HD.
La GAlaxy Tab S fue diseñada con una función de "multi ventana" que permite a los usuarios consumir dos tipos de entretenimiento en una pantalla (tecnología de dos pantallas), por ejemplo, cuando se ejecutan dos aplicaciones simultáneamente, como una aplicación de video y redes sociales.
El modelo WiFi de la tableta funciona con la CPU Samsung Exynos 5 Octa 5420. El modelo LTE, en cambio, viene con un Quad-core de 2.3 GHz Krait 400 sobre un chipset Qualcomm Snapdragon 800 (versión para Sprint y Verizon) o con la CPU de ocho núcleos Exynos. Los modelos para el mercado interno de Corea del Sur han actualizado a la CPU Exynos 7 Octa 5433.

### Actualizaciones
Galaxy Tab S 10.5 WiFi recibió Android 5.0.2 Lollipop en Francia y Canadá el 17 de marzo de 2015. A partir del 6 de abril de 2015, solo Canadá y Francia han recibido la actualización OTA (Over the Air), exclusiva del modelo solo WiFi. Las razones por las que los dos países reciben la actualización primero podrían incluir las altas ventas de las tabletas Tab S en ambos países, y el hecho de que 5.0.2 agrega soporte adicional para el idioma francés, un idioma predominantemente hablado con fluidez por unos 60 millones de franceses y 10 millones de canadienses.
Samsung ha anunciado que la Samsung Galaxy Tab S 10.5 4G/LTE con una actualización OTA de Android 5.0 Lollipop se lanzará en algunos países europeos durante la última quincena de abril. Estos países incluían Eslovenia, la República Checa, Croacia y Suiza.
A partir de junio de 2015, la tableta recibió la actualización de Lollipop en Italia.
A partir de octubre de 2015, Android 5.0.2 también se lanzó a los Estados Unidos.
La línea Galaxy Tab S se actualizó a Android 6.0.1 Marshmallow OTA. La actualización para la variante 10.5 comenzó el 26 de agosto de 2016 para todas las versiones, excepto los modelos LTE canadienses (SM-T805W), para los cuales probablemente no habrá una actualización a Marshmallow.

### Actualizaciones de terceros
LineageOS 14.1 (basado en Android 7.0 Nougat) está disponible para la Galaxy Tab S 10.5 Wi-Fi.

## Recepción
The Verge elogió la pantalla AMOLED, le gustó que sea más delgada que el iPad Air y encontró útil la función de software Multi-Window. Sin embargo, a The Verge no le gustó el plástico, las numerosas funciones de software confusas y el sensor de huellas dactilares difícil de usar.